# 3292 Sather
3292 Sather eller 2631 P-L är en asteroid i huvudbältet som upptäcktes den 24 september 1960 av den nederländsk-amerikanske astronomen Tom Gehrels och det nederländska astronomparet Ingrid van Houten-Groeneveld och Cornelis Johannes van Houten vid Palomarobservatoriet. Den är uppkallad efter Bob Sather.
Asteroiden har en diameter på ungefär 12 kilometer och den tillhör asteroidgruppen Themis.